# オフトーク通信
オフトーク通信（オフトークつうしん）は、アナログ固定電話・ISDN等の電話回線の通話に使用していない時間を利用した、地域情報の放送サービスである。
有線放送電話の放送機能を代替するものとして、1988年にNTT（後のNTT東日本・NTT西日本）によって開始された。1998年よりオフトーク通信対応のターミナルアダプタを使用することでISDNでも使用可能となった。
加入者の減少にともない、2015年2月28日にサービスを終了した。それに先立ち、2013年2月28日に情報提供側の第2種契約の新規申し込みを終了した。そのため、ADSL・ケーブルテレビ・FTTH利用のIP放送（IP告知放送）などへの置き換えや廃止が行なわれた。

## 概要
情報提供センターから専用線をNTTの加入者電話交換機に接続し、そこに接続されている利用者の電話回線の音声帯域のみを使用する。
主な特徴
- 通話のために回線を優先利用するため、通話中は放送が途切れる。
- 停電時にも使用可能。
- ADSLと同時使用可能であるが、放送に雑音が入ることがある。

併用不可能な電話サービス
- 直収電話
- 無鳴動着信
- モデム・DTMFダイヤルイン

加入時には工事費・機器代金が必要である。また、毎月のNTTへの料金として、情報提供センター・交換機間の専用線の利用料・専用線と交換機の接続料 : 税込み63円/1加入者・交換機から加入者への接続料 : 税込み525円/1加入者が必要である。地方公共団体などが一部を補助金で負担している場合もある。

## 主な機能と利用法
- 災害時のなどの緊急情報送出。
- 地方公共団体などからの一斉多数同報通信。
- BGM・リクエスト番組・ラジオ放送の同時再送信などの最大4チャンネルの情報提供。
- グループページング : 加入者をグループ分けして個別の情報提供を行う。
- 遠隔情報発信機能 : 情報提供センターへ電話回線などで接続し遠隔地から情報提供を行う。
- 屋外スピーカーを接続している地域もある。
- データ通信・インターネット接続機能の追加も可能。

## 機器・回線の接続
利用者側（第1種契約者）
```
回線
-|宅内接続装置|-|
電話機
|
　　　　└|スピーカーなど|
```

ADSLと併用の場合
```
回線-|
スプリッタ
|-|
ADSL
モデム
|-|
コンピュータ
など|
　　　　└|宅内接続装置|-|電話機|
　　　　　　　└|スピーカーなど|
```

ISDNの場合
```
回線-|専用
ターミナルアダプタ
|-|電話機など|
　　　　└|宅内接続装置|-|スピーカーなど|
```

センター側（第2種契約者）
```
|センター装置|-専用線-|分岐装置|-|加入者電話交換機|
```

## 導入地域
- 北海道ニセコ町
- 北海道島牧村
- 北海道雨竜町
- 北海道喜茂別町
- 宮城県古川市及び周辺市町村（古川オフトーク通信）
- 福島県須賀川市長沼地域
- 山形県酒田市飛島地区
- 群馬県明和町
- 群馬県昭和村
- 茨城県七会村
- 千葉県大多喜町
- 埼玉県東秩父村
- 東京都瑞穂町
- 山梨県南巨摩郡南部町
- 新潟県長岡市小国
- 新潟県岩船郡粟島浦村
- 石川県小松市
- 石川県七尾市中島町
- 長野県塩尻市（塩尻市農事放送農業協同組合 サラダトーク）
- 長野県上田市武石（武石オフトーク通信）
- 長野県北佐久郡御代田町
- 長野県飯田市
- 長野県東御市東部地区
- 長野県千曲市戸倉地域
- 長野県上水内郡信濃町
- 愛知県新城市鳳来地区
- 滋賀県野洲市中主町
- 京都府綾部市
- 兵庫県篠山市今田地区
- 兵庫県香美町
- 岡山県美作市勝田町・英田町
- 岡山県真庭市中和村
- 広島県庄原市西城町（ほっとライン西城）・東城町（ふれあい通信東城）
- 鳥取市国府町
- 島根県益田市匹見
- 島根県松江市宍道町
- 山口県下関市豊田町・豊北町
- 山口県萩市見島
- 香川県観音寺市大野原町・豊浜町
- 香川県直島町
- 香川県まんのう町満濃町・仲南町
- 香川県三豊市山本地区・三野地区
- 徳島県美馬市
- 徳島県吉野川市美郷地区（オフトーク美郷）
- 愛媛県今治市伯方町
- 福岡県宗像市大島
- 福岡県宮若市
- 福岡県朝倉市（ひまわり通信）
- 佐賀県唐津市北波多地区
- 佐賀県佐賀市東与賀町
- 佐賀県江北町
- 長崎県東彼杵町
- 長崎県五島市奈留
- 熊本県球磨郡錦町
- 宮崎県日向市東郷町
- 宮崎県木城町
- 宮崎県都城市山田地区
- 熊本県山鹿市鹿北町・菊鹿町・鹿央町
- 鹿児島県曽於市財部町
- 鹿児島県鹿屋市吾平地域
- 鹿児島県南さつま市大浦地区
- 鹿児島県屋久島町上屋久町

## 注
1. ↑  オフトーク通信サービスのＩＳＤＮ対応の開始について
2. ↑  「オフトーク通信サービス」の新規お申し込み受付の終了およびサービス提供の終了について